# 九四式三号甲無線機
九四式三号甲無線機（きゅうよんしきさんごうこうむせんき）は大日本帝国陸軍が中距離通信用に開発した無線機である。通信距離は約80km、全備重量110kg。
駄馬2頭に駄載するか、三九式輜重車丙1輛に搭載して運搬する。通信に直接必要な機材は駄馬1頭で運ぶことができた。
騎兵旅団司令部用として昭和6年に開発を開始した無線機である。研究方針は、騎兵旅団司令部と直属指揮官、師団騎兵または騎兵斥候との間で連絡を行うための無線機と位置づけられ、電信通信距離は最大80km、確実な通信距離は50kmが求められた。また装備が軽量であること、駄馬2頭または師団騎兵や騎兵斥候が用いるときには駄馬1頭で運搬できることが求められた。
昭和7年、関係各部門の意見を基に審査要領が決められた。10月、特殊用途用の試作無線機である十一号級無線電信機が試験され、距離80kmでの実用的な電信通信能力を実証した。12月、第一次試作器材の運搬試験を実施。結果は若干の改修を必要とした。また所期の機能を発揮でき、騎兵小部隊の行動に追従可能と判定された。日中戦争中であったことからこの試作機、前項の試作機はともに陸軍兵器本廠に交付された。
昭和8年2月、試製十一号無線電信機による満州北部での冬期試験を行った。結果、80km以内の通信を良好に実施でき、冬期の場合にはしばしば数百kmの通信も可能であった。また審査方針が修正された。内容は、中波および中短波を試用すること、電信距離50kmまた可能距離は80km、駄馬2頭により運搬、師団騎兵や騎兵斥候が用いるときには駄馬1頭で運搬できることである。3月から10月にかけて陸軍騎兵学校による試験を実施、特別騎兵演習で十一号無線電信機（甲）が用いられ、騎兵用に適するとの判定を受けた。12月、電源に改修を加えた。
昭和9年1月から2月、陸軍騎兵学校にて再び試験を行った。改修は適当であること、駄馬による行動に適することが認められた。また1月には北部満州での冬期試験が行われ、取扱いに若干の注意が必要であること、酷寒期の実用に適することが認められた。審査方針がやや変更され、必要な通信距離が50kmであること、ただし80kmでも通信可能なこと、必要であれば駄馬1頭でも必要器材を運べること、とされた。この後陸軍騎兵学校、関東軍その他の意見により、器材の改良が施された。
昭和10年6月から7月、第二次試作器材を陸軍騎兵学校で試験した。送受信機内部構造の堅牢化が指摘されたほかは、騎兵通信班用の無線機として適当であるとされた。これに基づいて無線機は内部に改修が加えられた。
昭和11年3月、兵器採用検査の実績から短期に製造可能であると認められた。11月には陸軍技術本部に意見を求め、異論がないことから仮制式制定の上申が認められ、同月中に上申が実施された。

## 構成
通信装置、発電装置、空中線材料、属品と材料で構成される。
通信装置内容
- 通信機・送信部と受信部の二部分でできている。送信部は水晶制御または主発振によって電信送信を行う。周波数の範囲は400から5,700キロサイクル毎秒である。受信部は拡大と検波機能を持ち、周波数範囲は350から6,000キロサイクル毎秒である。
- 受信機・拡大と検波の機能を持つ。携行が楽に行えるよう設計されていた。周波数範囲は400から5,700キロサイクル毎秒。
- 付属品・受話器など
- 予備品・交換用部品
- 他材料

発電装置内容
- 手廻発電機・二人手廻式全閉型直流発電機で定格出力は40.5ワット、定格電圧は高圧500ボルト、低圧7ボルト、定格電流は高圧60ミリアンペア、低圧1.5アンペア、回転数はハンドル側が70回転毎分、電機子側が5,000回転毎分
- 直流発電機・定格出力は高圧390ワット、低圧78ワット、定格電圧は高圧1,300ボルト、低圧12ボルト、定格電流は高圧300ミリアンペア、低圧6.5アンペア
- 付属品・接続紐など。
- 予備品・交換用部品。

空中線内容
- 送信用空中線・20mのワイヤーを高さ7mの電柱2本に張る。地線として同じ長さのワイヤーを地上に敷く。
- 受信用空中線・全長15mの被覆線を高さ2mの電柱2本に張る。対地線としては長さ10mのワイヤーを地上に敷く。
- 付属品・携帯式の小型電灯、手入れ用具、箱4個。この箱に全器具を収納し、輜重用十五年式駄馬具で運搬した。
- 材料・補修用品。